# يوجينة شيبارد
يوجينة شيبارد (بالإنجليزية: Eugenia Sheppard)‏ هي صحفية أمريكية، ولدت في 24 يوليو 1900 في نيويورك في الولايات المتحدة، وتوفيت في 11 نوفمبر 1984 في نيويورك في الولايات المتحدة بسبب سرطان.